# En kærlighedshistorie
En kærlighedshistorie är en dansk dogmafilm från 2001 av Ole Christian Madsen.

## Handling
Kira, spelad av Stine Stengade, och Mads, spelas av Lars Dittmann Mikkelsen, har varit gifta i ett antal år och de har ett bra liv och två barn tillsammans. Kira har de senaste åren utvecklat en mani som gör att hon har lägga in på en psykiatrisk avdelning. Efter ett halvår får hon komma hem igen, fylld av längtan efter sin familj och ett vanligt liv.
Kira vill så gärna visa att hon hör hemma hemma, men det kan hon inte; hon bryter ständigt mot normer och regler. Barnen blir skrämda av sin mammas desperata försök att vara roliga och underhållande och med tiden blir relationerna allt mer ansträngda.

## Rollista (i urval)[5][6]
- Stine Stengade – Kira
- Lars Dittmann Mikkelsen – Mads, Kiras man
- Sven Wollter – Kiras far
- Peaches Latrice Petersen – Kay
- Camilla Bendix – Charlotte, Kiras syster
- Lotte Bergstrøm – Michelle
- Thomas W. Gabrielsson – Gustav
- Ronnie Hiort Lorenzen – Mikkel

## Om filmen
Filmen är en så kallad dogmafilm, det vill säga en del av Dogme 95-rörelsen och därmed inspelad enligt de dogmer som präglade rörelsen.
Filmen fick Bodilpriset för årets bästa danska film 2002.